# Прибой (издательство)
«Прибо́й» — российское и советское издательство литературы, журналов и газет.

## История
Издательство «Прибой» было первым легальным большевистским партийным издательством и начало работать в Петербурге в конце 1912 года. Участниками издательства были такие революционные деятели, как Н. Н. Крестинский, А. И. Елизарова, Ф. И. Драбкина, З. Фаберкевич (Т. Гневич), К. А. Комаровский (Б. Г. Данский), К. А. Гайлис и другие.
Осенью 1914 года из-за гонений оно прекратило свою деятельность и было восстановлено после Октябрьской революции по постановлению Петроградского губкома РКП(б) в ноябре 1922 года под названием «Рабочее кооперативное издательство „Прибой“» и находилось по адресу: Невский проспект, дом 1. Издавало общественно-политическую, агитационно-пропагандистскую и научно-популярную литературу, а также журналы и газеты.
В ноябре 1927 года «Прибой» слился с Ленгизом, сохранив свою издательскую марку, а в 1930 году влилось в систему ОГИЗ.